# Сенявин, Иван Акимович
Ива́н Аки́мович Сеня́вин (ок.1679—1726, Астрахань) — русский военно-морской деятель из рода Сенявиных, сподвижник Петра I; судостроитель, строил суда на Сясьской и Олонецкой верфях; участник Северной войны, в ходе которой командовал лоц-галиотом, бригантиной, отрядом бригантин, шнявой, линейными кораблями; директор Санкт-Петербургской адмиралтейской конторы, главный командир Астраханского порта, шаутбенахт.

## Биография

### Происхождение и семья
Иван Акимович Сенявин родился около 1679 года. Происходил из русского дворянского рода Сенявиных. Иван (в семье его называли Иван-меньшой) воспитывался в многодетной семье воеводы Болхова Акима Ивановича Сенявина. Старший из братьев Ларион был стольником, воеводой в Нарыме, Кузнецке, Иркутске, комендантом в Соликамске, Кунгуре и Бахмутовской провинции. Брат Ульян из потешных солдат Преображенского полка дослужился до высоких чинов, стал — генерал-майором, обер-комиссаром и директором над строениями в Санкт-Петербурге, отличился при возведении Петропавловской крепости, восстановлении Шлиссельбурга. В помощниках у Ульяна и комиссаром в канцелярии от строений был брат — Фёдор (дед командующего Балтийским флотом адмирала Дмитрия Николаевича Сенявина), который дослужился до бригадирского чина, командовал Сенявиным батальоном, был воеводой в Бахмуте. Младший брат Ивана-меньшого — Наум (отец командующего Донской и Азовской военными флотилиями адмирала Алексея Сенявина) стал первым вице-адмиралом Российского Императорского флота, начальником Днепровской флотилии.

### Ранние годы
Иван Сенявин с детства был лично известен царю Петру и пользовался особым его доверием. Службу Иван Сенявин начал солдатом Преображенского полка. Участвовал в манёврах «Потешной» флотилии Петра на Плещеевом озере и строительстве судов для неё. В 1697 году был направлен в Амстердам в составе третьего десятка волонтёров Великого посольства для изучения морского дела. По собственному желанию поступил матросом на корабль голландского флота, на котором обошёл почти всю прибрежную часть Европы.

### Служба в период Северной войны
В 1698 году, по возвращении в Россию был произведён в боцманы. В 1702—1704 годах работал на строительстве судов на Сясьской и Олонецкой верфях, занимался оснасткой кораблей. 18 апреля 1703 года Сенявин докладывал в письме государю о том, что два первых фрегата, названные Сясьские № 1 и № 2, спущены на воду и достраиваются на плаву. Сенявин, под руководством Петра I и корабельного мастера И. Немцова, участвовал в постройке 14-пушечной шнявы «Мункер», вместе с Ермолаем Скворцовым занимался вооружением оснастки судна. Переводил по рекам построенные суда в места боевых действий русской армии (Шлиссельбург, Ниеншанц). Командовал лоц-галиотом.
В 1705 году, в ходе Северной войны, при следовании из Шлиссельбурга в Петербург, был захвачен в плен шведами. В июне 1707 года был освобождён из плена и 23 ноября произведён в поручики флота. Участвовал в переводе с Олонецкой, Лужской, Новоладожской и Нарвской верфей построенных судов в Кроншлот. В 1708 году командовал бригантиной и под руководством шаутбенахта И. Ф. Боциса участвовал в военных действиях в шхерах под городом Борго. В 1709 году командовал шнявой в эскадре вице-адмирала К. И. Крюйса.
В 1710 году, являясь командиром отряда из десяти бригантин в составе судов Галерной флотилии И. Ф. Боциса, участвовал в военных действиях при взятии Выборга, сопровождал к Выборгу транспортов и судов с провиантом. В сентябре 1711 года находился в устье Свири, поднимал затонувший там корабль, о чём письменно докладывал генерал-фельдмаршалу А. Д. Меньшикову.
В 1712 году в чине лейтенанта командовал шнявой «Лизет» в составе эскадры вице-адмирала К. И. Крюйса. В том же году был направлен в Гамбург для приёма трёх купленных в Англии кораблей. В 1713 году привёл их в Ревель, за что 3 апреля был пожалован Петром чином капитан-поручика и назначен командиром линейного корабля «Страфорд» (бывший английский Wintworth).
31 января 1713 года прибыл в Колу, где находился повреждённый и отставший от эскадры корабль «Рафаил», организовал ремонт и подготовку его к переходу в Ревель. Привёл корабль в Архангельск, организовал его вооружение артиллерией, в 1714 году перевёл корабль в Ревель. При заходе в иностранные порты неоднократно отсылал письма государю о состоянии корабля и своих наблюдениях об иностранных кораблях, с которыми встречался в ходе перехода.
1 января 1715 года был произведён в капитаны 4 ранга и командирован на Белое море в Архангельск для осмотра и проводки на Балтику, строящихся там кораблей и яхты, а также набора на них матросов из Архангельска и Колы. 24 августа 1715 года четыре построенных 52-пушечных корабля «Уриил», «Селафаил», «Варахаил», «Ягудиил» и транспортное судно под командованием Сенявина вышли из Архангельска. Корабль «Ягудиил» через пять дней дал течь и его отправили обратно на Соломбальскую верфь, а остальные корабли после длительного перехода, 27 ноября 1715 года прибыли в Копенгаген. В Дании руководил ремонтом кораблей, получивших повреждение в шторм. В 1716 году, командуя «Уриилом», крейсировал в Балтийском море и участвовал совместно с союзными войсками в походе от Копенгагена до Борнгольма, затем через невский бар прибыл в Ревель.
В мае 1717 года был переименован в капитаны 3 ранга, а 1 мая 1718 года произведён в капитаны 2 ранга. В 1718—1720 годах командовал кораблём «Ревель», который входил в эскадру адмирала графа Апраксина.
В 1720 году наблюдал за доставкой из Казани на Санкт-Петербургские верфи корабельного леса. 4 марта 1721 года, по случаю подписания Ништадского мира, произведён в капитаны 1 ранга. С 1721 по 1723 годы командовал кораблями «Фридемакер» и «Святой Андрей». С 1723 по 1725 годы был Директором Санкт-Петербургской адмиралтейской конторы.

### Главный командир Астраханского порта
20 декабря 1725 года Сенявин был произведён в шаутбенахты и назначен главным командиром Астраханского порта. По пути в Астрахань Сенявин осмотрел корабельные верфи и строящиеся там суда в Нижнем Новгороде и Казани. По прибытии в Астрахань организовал работу по проведению новой описи акватории Каспийского моря и судоходных рек, впадающих в него. На астраханской верфи предложил сосновые гекботы строить из более прочного дубового леса, а также превратить их из транспортных судов в военные, путём повышения высоты бортов и прорезания в них пушечных окошек. Однако преждевременная смерть не позволила ему осуществить планы. 27 августа 1726 года он скоропостижно скончался в Астрахани. На погребение Ивана Акимовича Сенявина адмиралтейств-коллегия выделила 300 рублей его жене и сыну. Погребен в Златоустовском монастыре в г. Москве.

## Семья
Иван Акимович Сенявин был женат на Анне Дмитриевне (урожденная Потёмкина) (1702 — после 1742), дочери статского советника Дмитрия Федоровича Потёмкина. В 1710-х годах Сенявин получил от государя Петра Алексеевича участок на Мойке (впоследствии на этом участке располагался двор института имени П. Ф. Лесгафта), владел каменным домом в Москве, который отдал ему в награждение его брат Ульян. Являлся землевладельцем села Киструс в Старорязанском стане Рязанской губернии (ныне Спасский район Рязанской области). Усадьба на Мойке после смерти Ивана Сенявина перешла его сыну Ивану. В семье Ивана Акимовича было трое детей — два сына и дочь. Старший сын — Иван (около 1707—1762) — 4 мая 1727 года «За многолетнюю службу отца и что служил на Каспийском море у смотра новозавоеванных крепостей и описания морских берегов в кампанию 1726 года», произведён в унтер-лейтенанты до вакансии,«без баллотирования, другим не в образец». Дослужился до чина капитан-командора. Младший сын — Николай (1725—1796) стал вице-адмиралом, главным командиром Кронштадтского порта в 1773—1775 годах. Дочь Ивана Акимовича — Анна была женой обер-гофмейстера Матвея Дмитриевича Олсуфьева, с 1724 года — статс-дама.

## Память
- В Липецке в честь братьев адмиралов Наума и Ивана Сенявиных, владевших имением в селе Конь-Колодезь (ныне Хлевенский район Липецкой области), в 1996 году была названа улица Братьев Сенявиных[23].